# Amblimont
Amblimont is een plaats en voormalige gemeente in het Franse departement Ardennes in de regio Grand Est en telde 143 inwoners in 1999.
Op 22 maart 2015 werd het kanton Mouzon, waar de toenmalige gemeente onder viel, opgeheven en opgenomen in het kanton Carignan. Op 1 januari 2016 werd het de gemeente opgeheven en opgenomen in de gemeente Mouzon.

## Geografie
De oppervlakte van Amblimont bedraagt 7,5 km², de bevolkingsdichtheid is 19,1 inwoners per km².
De onderstaande kaart toont de ligging van Amblimont met de belangrijkste infrastructuur en aangrenzende gemeenten.

## Demografie
Onderstaande figuur toont het verloop van het inwonertal (bron: INSEE-tellingen).

Vanwege een beveiligingsprobleem met de MediaWiki Graph-software is het momenteel niet mogelijk deze grafiek weer te geven. Zodra de software is bijgewerkt zal de grafiek vanzelf weer zichtbaar worden.